# Сірваку
Сі́рваку (ест. Sirvaku küla) — село в Естонії, у волості Камб'я повіту Тартумаа.

## Населення
Чисельність населення на 31 грудня 2011 року становила 76 осіб.